# When It's Over I'll Come Back Again
When It's Over I'll Come Back Again est le premier disque du groupe de rock suédois Molotov Jive. Sorti en 2006, il contient 11 morceaux. 
Toutes les chansons ont été écrites par Anton Annersand, le chanteur et leader du groupe. Les chœurs sont assurés par Johan Hansson et Anders Wennberg sur la plupart des chansons.
| No  | Titre                             | Durée |
| --- | --------------------------------- | ----- |
| 1.  | Weight (Off my Shoulder)          |       |
| 2.  | The Luck You Got (premier single) |       |
| 3.  | Valentine's Day                   |       |
| 4.  | Hold Me Tight (Like a Gun)        |       |
| 5.  | Mr Mushroom                       |       |
| 6.  | Made in Spain                     |       |
| 7.  | Rich Girl's Game                  |       |
| 8.  | She Dreamt of New York            |       |
| 9.  | Die She Must                      |       |
| 10. | Here Comes the Flood              |       |
| 11. | Bloodgiver                        |       |